# V Festival de Antofagasta
La V versión del Festival de Antofagasta llamada Festival de Antofagasta: La Fiesta del Norte se realizó entre los días 13, 14 y 15 de febrero en el Sitio Cero del Puerto de Antofagasta. La Ilustre Municipalidad, a través de su  Corporación Cultural, más la productora New Sunset del grupo Pegaso, son los motores de este espectáculo. El Festival de Antofagasta  fue transmitido por TVN, y presentado por Karen Doggenweiler y Julián Elfenbein.

## Desarrollo

### Día 1 Miércoles 13 de febrero
- Garras de Amor
- Zip Zup (humorista)
- DJ Méndez

### Día 2 Jueves 14 de febrero
- Jowell & Randy
- Mauricio Flores (humorista)
- Julio Palacios y la Gran Sonora

### Día 3 Viernes 15 de febrero
- Dyango
- Natalia Cuevas (humorista)
- Yuri

## Controversias
La noche del 13 de febrero y como cada año se realiza el show pirotécnico Esperando el 14. Con la presencia de la alcaldesa de la ciudad en el escenario los animadores realizaron y participaron en la cuenta regresiva. Sin embargo como el show era televisado por TVN en la mitad del festival pirotécnico la transmisión pasó a comerciales y posteriormente a la presentación del cantante DJ Mendez pasando el show pirotécnico a un segundo plano causando críticas en los medios de comunicaciones locales y en los habitantes de la ciudad. Por ello para el año 2014 el Esperando el 14 se separa del festival y se traslada al Balneario Municipal, manteniendo el certamen musical en el Sitio 0 del puerto antofagastino. 